# Claude Batho
Claude Louise Batho (rozená Bodier, 1. června 1935 – 	5. srpna 1981) byla francouzská fotografka.  Je známá svými detailními snímky domova a sérií o zahradě Clauda Moneta v Giverny.

## Životopis
Batho se narodila 1. června 1935 v Chamalières v Puy-de-Dôme a v roce 1956 vystudovala fotografii na École des arts appliqués . Pokračovala v práci v archivech v Bibliothèque nationale de France, kde potkala svého manžela Johna Batho, rovněž fotografa. Její černobílé fotografie, publikované v Le Moment des Choses dokumentují detaily vnitřku jejího domova: koště opřené o zeď, uvadající kytice, její malou dcerku spící na gauči, vše znázorněno s překvapivou intenzitou, vyvolávající pocit nostalgie a smutku. Její snímky zahrady Clauda Moneta v Giverny, pořízené v říjnu 1980, krátce předtím, než zemřela, také obsahují pohledy na její rodinu, skoro jako by jejich prchavé postavy byly zahrnuty náhodou. Čtvercové tisky ostře kontrastují s formáty Monetových děl. Její manžel byl John Batho, francouzský profesor výtvarného umění na národních uměleckých školách a umělecký fotograf.
Claude Batho zemřela na rakovinu, když jí bylo pouhých 46 let.

## Dílo
- BATHO, Claude. Giverny, la mémoire d'un jardin. [s.l.]: A.D.A.C., 1986. Dostupné online. ISBN 978-2-905811-01-1.
- BATHO, Claude; SCHAVELZON, Irène. Le moment des choses. [s.l.]: Des Femmes, 1977. Dostupné online. ISBN 978-2-7210-0101-6.

## Výstavy
- 1977: Galerie Agathy Gaillardové, Paříž
- 1982: Retrospektiva v Musée d'Art Moderne de la Ville de Paris

Příklady fotografií Claude Batho lze vidět v Centre Pompidou.